# Anthologia Latina
L'Anthologia Latina è una vasta raccolta di carmi in lingua latina composta in Africa, probabilmente nel VI secolo d.C. Comprende prevalentemente scritti di poeti africani della tarda latinità, ma non tralascia componimenti di epoche più antiche, anche della prima età imperiale, soprattutto se attribuiti ad autori importanti (come alcuni epigrammi tramandati sotto il nome di Seneca o di Petronio).

## Contesto storico-culturale
La compilazione, molto eterogenea per quanto riguarda i generi poetici compresi, è opera di ambienti scolastici, probabilmente di ambito cartaginese, ed è una testimonianza fondamentale del clima culturale dell'Africa romana nella sua ultima stagione, nell'epoca bizantina successiva alla dominazione dei Vandali.
Le scuole erano, infatti, certamente l'ultimo baluardo della conservazione della cultura classica, in una terra di antica e floridissima cultura latina, ma su cui, prima la crisi del III secolo, e poi soprattutto la dominazione vandalica (435-533) avevano gravato come un trauma irreparabile, portando a una rapida disgregazione sociale e culturale.
E la riconquista bizantina non riuscì ad arginare la decadenza progressiva, che portò l'Africa romana a scomparire rapidamente come civiltà al momento dell'invasione islamica (VIII secolo).
La pubblicazione di questa raccolta di carmi si può considerare, dunque, motivata dalla volontà di conservare e tramandare in qualche modo tutta una tradizione letterariaː in effetti ha il merito fondamentale, tra l'altro, di testimoniarci opere e autori che altrimenti sarebbero andati irrimediabilmente perduti.
Dell'Anthologia Latina il principale e più antico testimonio è il codice detto Salmasianus, perché fu riscoperto dall'umanista francese Claude de Saumaise (1588 - 1653), il cui nome, secondo l'uso dell'epoca, fu latinizzato in Salmasius. Risale alla tarda latinità africana, VII od VIII secolo, ed è redatto in scrittura onciale; attualmente è conservato a Parigi come Parisinus 10318.
Esiste anche un secondo codice, cronologicamente posteriore, il Thuaneus-Parisinus 8071.
I due codici variano per l'ampiezza della raccolta.

## Autori e opere più rilevanti
Fondamentale è la raccolta moderna, apparsa con il titolo di Anthologia Latina e pubblicata alla fine del XIX secolo da F. Bücheler e A. Riese. Essa comprende anche molti componimenti estranei alla compilazione originale tramandata dal codice Salmasianus e dal Thuaneus (di solito però tenendoli separati da quest'ultima). Sono ad esempio presenti alcuni carmi, di maggiore estensione rispetto alla media, che si inscrivono di solito nel genere della poesia didascalica, e trattano svariati argomenti, come metrica, medicina, etica, caccia; e molti Carmina epigraphica, epigrafi in versi, soprattutto iscrizioni funerarie.
Nel grande numero di componimenti dell'Anthologia Latina originale, spesso peraltro anonimi, e non sempre di livello eccelso, si distinguono alcune figure di poeti e alcuni componimenti significativi e di valore. Un aspetto da evidenziare è che non sempre è facile datare autori e opere, perché spesso i nomi e i componimenti tramandati non sono altrimenti noti, non trovano cioè riscontro in altre fonti.

### Autori maggiori

#### Floro
L'Anthologia ci ha trasmesso nove brevi componimenti di un certo Floro che, secondo alcuni critici sarebbe da identificare con Lucio Anneo Floro storico, autore dell'Epitome de Tito Livio, che risale alla prima metà del II secolo d.C. Altri ritengono che si tratti di due scrittori ben distinti.
I carmi sono quasi sempre in tetrametri trocaici, uno dei metri da tempo trascurati e dalla cadenza popolareggiante che saranno riscoperti, per la lirica, dai poetae novelli nella seconda metà del II secolo e troveranno espressione nel Pervigilium Veneris (si veda più oltre).

#### Pentadio
Il poeta Pentadio visse probabilmente nel III secolo. Di lui restano pochi componimenti: alcuni epigrammi, un Cupido amans di 16 esametri, e il De adventu veris ("L'arrivo della primavera") e il De fortuna, entrambi poemetti in distici elegiaci (di 22 versi il primo, di 36 il secondo), coppie di versi in cui un esametro è seguito da un pentametro.

#### Reposiano
Reposiano è l'autore dell'epillio mitologico De concubitu Martis et Veneris. Si data solitamente al III secolo, ma non manca chi lo situi nel IV secolo o addirittura nel V.

#### Il Pervigilium Veneris
"La vigilia della festa di Venere" è forse l'opera di maggior valore contenuta in entrambi i codici dell'Anthologia Latina, ed è un componimento anonimo di 93 tetrametri trocaici.

#### Vespa
Con Vespa (in genere considerato del III secolo) ci troviamo di fronte a tutt'altro genere di componimenti: è infatti l'autore di un divertente carme satirico di tono popolaresco, il Iudicium coci et pistoris iudice Vulcano ("Il giudizio del cuoco e del fornaio dato da Vulcano") di 99 esametri, in cui un cuoco e un fornaio disputano sulla superiorità dei loro mestieri avendo per giudice il dio Vulcano.

#### Osidio Geta
Con Osidio Geta, vissuto forse nel III secolo, secondo alcuni nel I o nel II, ci troviamo di fronte a composizioni ancora di altro genere, i cosiddetti centones, componimenti messi insieme utilizzando versi o parti di versi tratti da autori classici, per creare un qualcosa di completamente nuovo, nella forma e nel contenuto. Quasi sempre gli autori preferivano ricorrere ai versi di Virgilio, come in questa tragedia centonaria.

### Autori minori
Tra i numerosi altri poeti africani che compaiono nell'Anthologia sono da ricordare: Flavio Felice, autore di cinque epigrammi per le thermae Alianae costruite da re Trasamundo, oltre a una Postulatio honoris rivolta al primo scriniarius Vittoriniano; Fiorentino, vir clarissimus nei manoscritti, che compose un panegirico per il re Trasamondo, In laudem regis; Lussorio, grammatico cartaginese; Sinfosio, compositore di 100 indovinelli; Eucheria, autrice di una serie di adynata per un totale di quindici distici elegiaci, una delle poche voci femminili dell'antichità romana - oltre alla più nota Sulpicia, Vibia Perpetua ed occasionali documenti privati scritti da donne (come, ad esempio, una lapide in distici conservata presso il museo delle Terme di Caracalla, a Roma) - ad essere giunte a noi.
Ancora, interessante per la pratica tardoantica di versificare le declamazioni è la cosiddetta Alcesta, sul mito euripideo di Alcesti e Admeto, tra l'altro ripreso anche nella nota Alcesti di Barcellona.
Per molti di questi componimenti anonimi e minori, la datazione è difficilissima, visto l'alto grado di mimesi letteraria, che impedisce una valutazione sul linguaggio, fortemente stereotipato.